# 99-es típusú harckocsi
A 99-es típus, más megnevezései még a ZTZ–99, illetve a VZ–123 a Kínai Népköztársaságban kifejlesztett és gyártott harmadik generációs harckocsi, amely jelenleg a kínai fegyveres erők legmodernebb harckocsija. A 2001-ben hadrendbe állított 99-es típust a China Northern Industries Group Corporation (CNGC) vállalat gyártja.
A 99-es típus képességeit (tűzerő, védelem és mozgékonyság) tekintve felülmúlja a korábbi kínai fejlesztésű harckocsikat. Magas, körülbelül 2 millió dolláros  ára miatt nem várható, hogy nagy mennyiségben fogják rendszerbe állítani (csupán a kínai hadsereg elit páncélos alakulatai alkalmazzák), a költséghatékonyság érdekében inkább a 99-es technológiai megoldásait felhasználva modernizálják a korábbi 96-os típusú harckocsikat.

## A fejlesztés története
A lassan kiöregedő 59-es típusú harckocsi (amely a szovjet T–54 kínai változata) utódjának fejlesztését az 1970-es évek elején kezdték el, azonban a sikertelen 122-es típusú közepesharckocsi-program miatt szinte azonnal meg is szakadt. 1977 februárjában, válaszul arra, hogy a Szovjet Hadsereg T–72-es harckocsikat telepített a kínai határ közelébe, újraindították a programot. Ehhez harcászati-műszaki kritériumként azt határozták meg, hogy egy olyan, a német Leopard 2-n alapuló, 120 mm-es löveggel felszerelt harckocsit képzeltek el a kínai katonai vezetők, amelyekkel sikeresen szállhatnak szembe a szovjet T–72-esekkel.
1979-ben a fejlesztést végző 617. sz. gyár (jelenleg Belső-mongóliai Első Gépgyár) és a 201. sz. tervezőintézet (jelenleg Észak-kínai Járműkutató Intézet) bemutatták a harckocsi – elsősorban a leendő harckocsi alakját bemutató – prototípusát, amely az 1224-es kódszámot kapta. A harckocsit 120 mm-es löveggel látták el, illetve német gyártmányú MB8V331tc41 dízelmotort építettek bele. A tesztek során elsősorban a harckocsi alakját és a motort tesztelték. Későbbiekben további két prototípust építettek, az 1226 és az 1226F2 jelzésű példányokat, amelyekbe már kínai gyártmányú, 1000 lóerős motort építettek be.
A fejlesztések azonban lassan haladtak, elsősorban az időközben felmerülő technológiai problémák miatt. Végül a kínaiak hadseregben 1981-ben hadrendbe állították az 59/69-es típusú harckocsik továbbfejlesztett változatát, a 88-as típust, amelyet 105 mm-es löveggel és brit tűzvezető rendszerrel láttak el (ez lett a kínai harckocsik második generációja).
A harmadik generációs harckocsit fejlesztő csoport eközben két részre szakadt. Az egyik egy szovjet mintán alapuló, 125 mm-es löveggel ellátott harckocsit képzelt el, míg a másik egy radikálisabb kialakítású, az izraeli Merkava formáját követő, 120 mm-es löveggel felszerelt változatot javasolt. A kínai vezetés – többek között a kisebb fejlesztési kockázat és az alacsonyabb költségek miatt – végül az előbbi mellett döntött, másrészt a kínai hadseregnek már volt tapasztalata a szovjet típusú harckocsik üzemeltetésében.
A harmadik generációs harckocsit az 1980-as évek közepén kezdte el fejleszteni a Kínai Északi Ipari Művek (angol rövidítéssel NORINCO), amely 1990-re készítette el az első prototípust, és még abban az évben el is kezdték a teszteket. Az Öbölháború után a kínaiak levontak néhány fontos tanulságot, például azt, hogy a prototípusnak nem lenne sok esélye a korszerű nyugati harckocsik ellen, ennek következtében néhány módosítást hajtottak végre. 1992-re újabb négy prototípust építettek meg. 1994-től elkezdték tesztelni a harckocsit különböző terepviszonyok között. A tesztek megerősítették, hogy a harckocsi megfelel az elvárásoknak, majd ezután 1996 decemberében néhány példányt átadtak a kínai hadseregnek tesztelés céljából.
1998-ban végül befejezték a próbákat, és ekkor a harckocsi megkapta a végső elnevezését, amely a ZTZ–98 (98-as típus) lett. Ennek ellenére a 98-ast sohasem állították hadrendbe, hanem továbbfejlesztették. A harckocsi elejét ERA páncélzattal erősítették meg, és erősebb, 1500 lóerős motort építettek be. Az új változat a ZTZ–99 (99-es típus) jelöléssel látták el. Az első 40 darabot 2001-ben adták át a kínai hadsereg alakulatainak.

## Harcászati–műszaki jellemzői

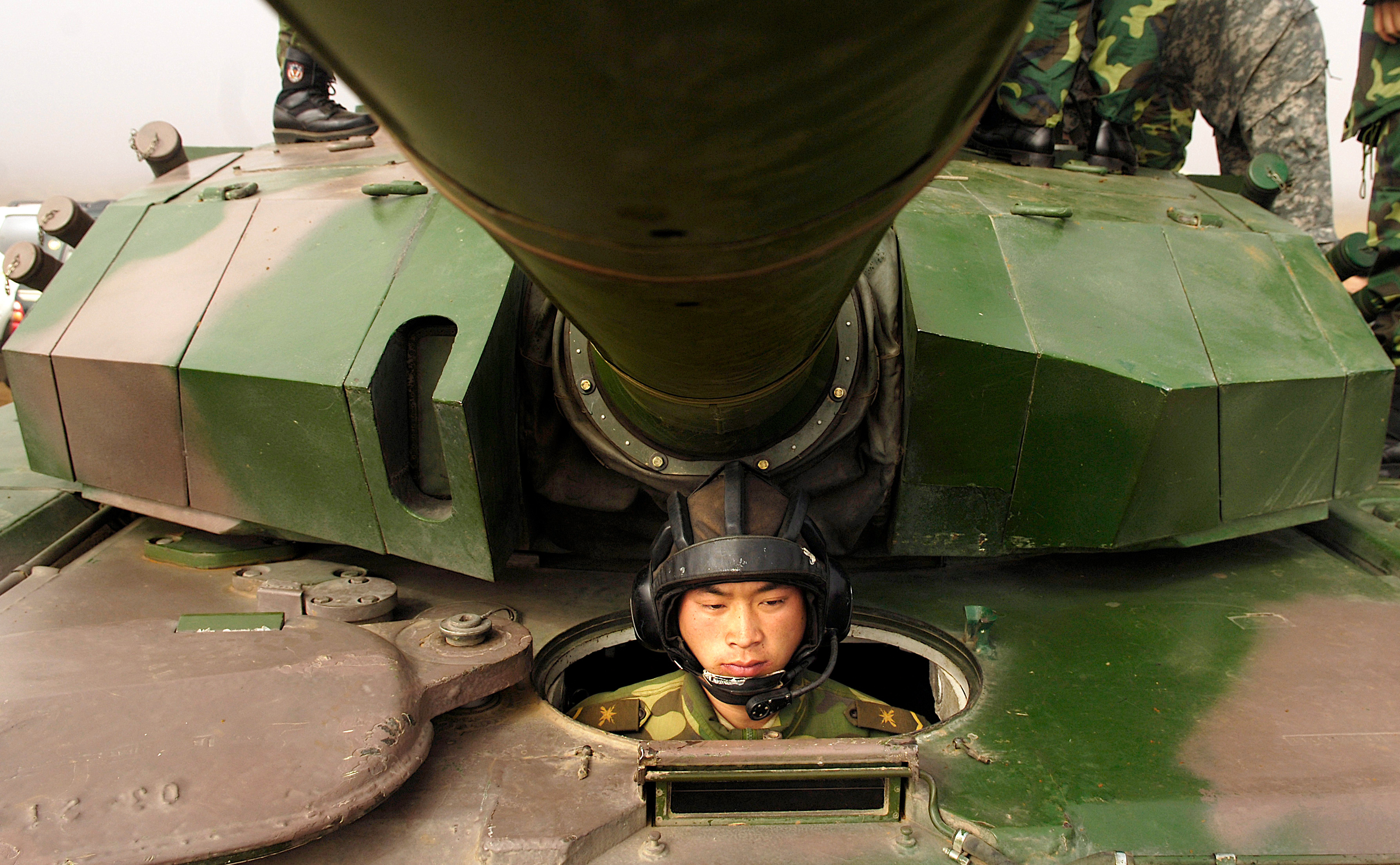
A vezetőállás és a torony elülső része

A harckocsi háromfős (parancsnok, irányzó, vezető) személyzette rendelkezik, akik közül a parancsnok és az irányzó a toronyban foglal helyet, míg a vezető ülése a törzs elülső részének közepén található.

### Fegyverzet

#### Harckocsiágyú
A 99-es típus fő fegyverzete egy L/50 űrmérethosszúságú, 125 mm-es harckocsiágyú, melyet kétsíkú lövegstabilizátorral, hővédő köpennyel, valamint füstgázelszívóval is elláttak. Az ágyú töltését automata töltőberendezés végzi, amelynek segítségével az ágyú percenként 8 lövést képes leadni. A harckocsiban összesen 41 lövedék málházható be.
Az ágyúhoz többféle lövedéket rendszeresítettek. A hagyományos lövedékek (APFSDS, HEAT, HE-FRAG) mellett az orosz tervezésű, de Kínában licenc alapján gyártott, lövegcsőből indítható 9M119 Refleksz típusú páncéltörő rakéta indítására is képes, ezekből négy darab málházható be. Ezenkívül a legújabb fejlesztésű szegényítetturán-magvas lövedék is bevethető, amely 900 mm vastagságú páncélt üthet át 2000 m távolságban. Ezzel a lövedékkel 5 km távolságig van esély a pontos találatra, de csak akkor, ha a célpont és a tüzelő harckocsi is álló helyzetben van.

#### Másodlagos fegyverzet
A harckocsi másodlagos fegyverzetét egy 12,7 mm-es légvédelmi géppuska és egy lövegcsővel párhuzamosított 7,62 mm-es géppuska alkotja. A légvédelmi géppuska a parancsnoki kupolán kapott helyet, maximális lőtávolsága 1500 méter, lőszer javadalmazása 300 darab. A 7,62 mm-es géppuska a löveg jobb oldalán helyezkedik el, lőszer javadalmazása 2000 darab.

### Védelem

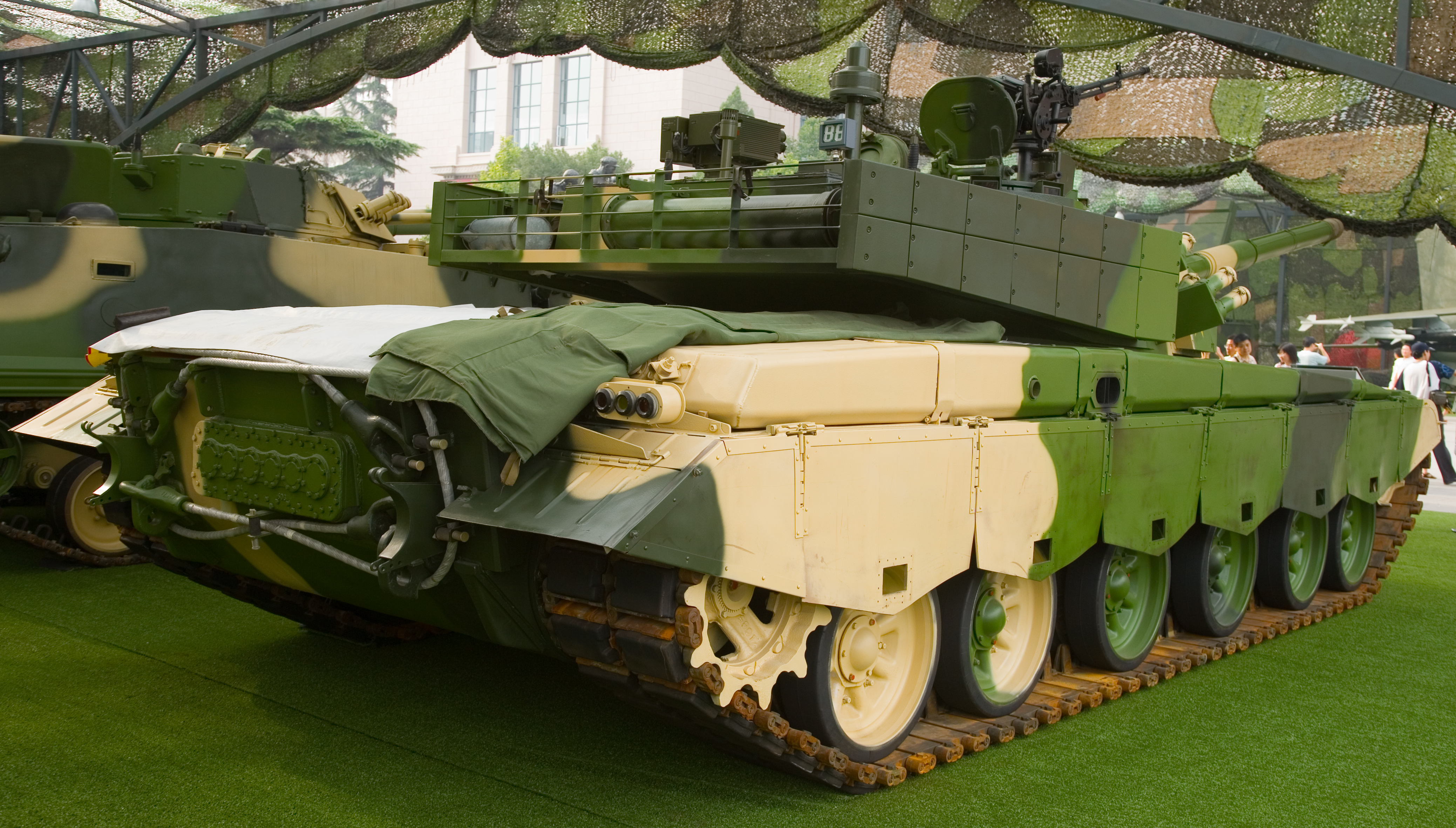
A 99-es harckocsi hátsó része

A harckocsi páncélzatának pontos összetétele ismeretlen, ám a szakértők feltételezése alapján valószínűsíthető, hogy kínai fejlesztésű alumínium-oxid kompozit páncélzatot használnak. A harckocsi lövegtornyának elejét további kompozit, illetve nyílhegy alakú páncélzattal lehet megerősíteni. A harckocsi védelmét erősíti még a torony két oldalán beépített öt-öt füstgránát-vető.
A harckocsit felszerelték továbbá egy egyedi elektro-optikai ellen-csapásmérő eszközzel is, amely az irányzó fedélzeti nyílása fölött található. A rendszer egy lézeres besugárzásjelzőből, továbbá egy doboz alakú aktív önvédelmi lézerből áll, amelynek rendeltetése, hogy nagy energiájú lézersugárral csapást mérjen az ellenség szenzoraira.

### Felszereltség
A harckocsi tűzvezető rendszere lehetővé teszi, hogy amíg az irányzó tüzet nyit a célba vett ellenséges célpontra, addig a parancsnok új célpontot keressen. Felszerelték egy fedélzeti információ-feldolgozó rendszerrel, amely folyamatosan gyűjti és elemzi a GPS, valamint a megfigyelő-rendszerek adatait. A parancsnok ezen adatokat megjelenítheti a monitorán, megkönnyítve így a döntéshozatalt.
A parancsnok munkáját hat periszkóp könnyíti meg, amelyek segítségével 360 fokos szögben képes figyelni a környezetet. E panorámarendszer éjjellátó üzemmódba is állíthat. A parancsnok rendelkezik egy lézeres távmérővel is. Az irányzó munkáját egy két síkban stabilizált periszkóp és egy lézeres távolságmérő segíti. A harckocsi vezetője három periszkóppal rendelkezik, melyek közül a középső kicserélhető egy erősebb éjjellátó változatra.

### Motor és erőtávitel
A harckocsi mozgékonyságát egy hazai gyártású, 150HB típusú, 1500 lóerős turbófeltöltéses dízelmotor biztosítja, amelynek segítségével a harckocsi 99 műúton 80 km/h, terepen pedig 60 km/h sebességre képes. Hatótávolsága 400 kilométer, ez póttartályokkal 600 kilométerre növelhető.

## Típusváltozatok

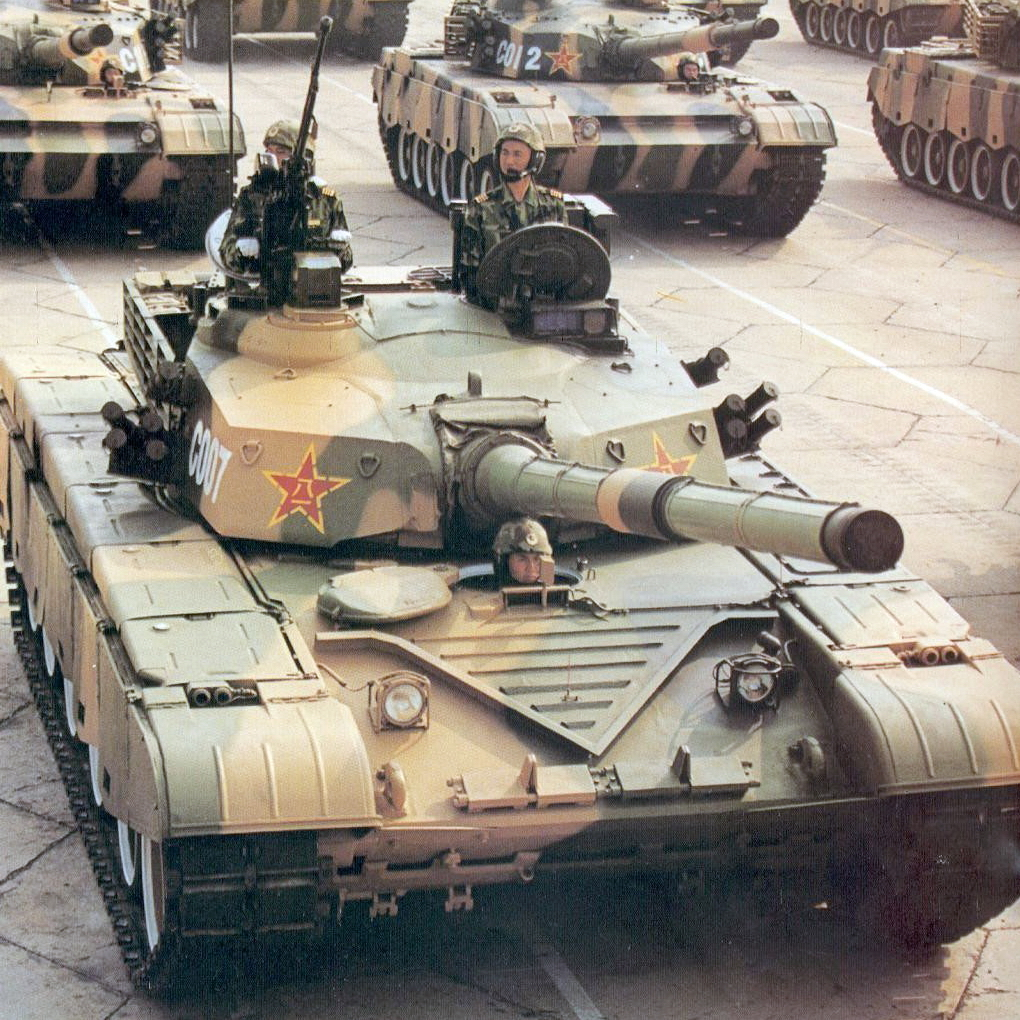
Egy 98-as típusú harckocsi az 1999. október 1-jei katonai parádén

### 98-as típus
- 98-as típus – Prototípus, ebből a fejlesztették tovább a 99-es típust. Az egyik fő különbség a két harckocsi között, hogy a 98-as személyzete négy főből áll, mivel abba nem építették be az automata töltőberendezést. Nem gyártották sorozatban.
- 98G típus – A 98-as típus automata töltőberendezéssel ellátott változata, amelyet hazai fejlesztésű 1200 lóerős motorral láttak el. Nem gyártották sorozatban.

### 99-es típus
- 99-es típus – az alapváltozat,

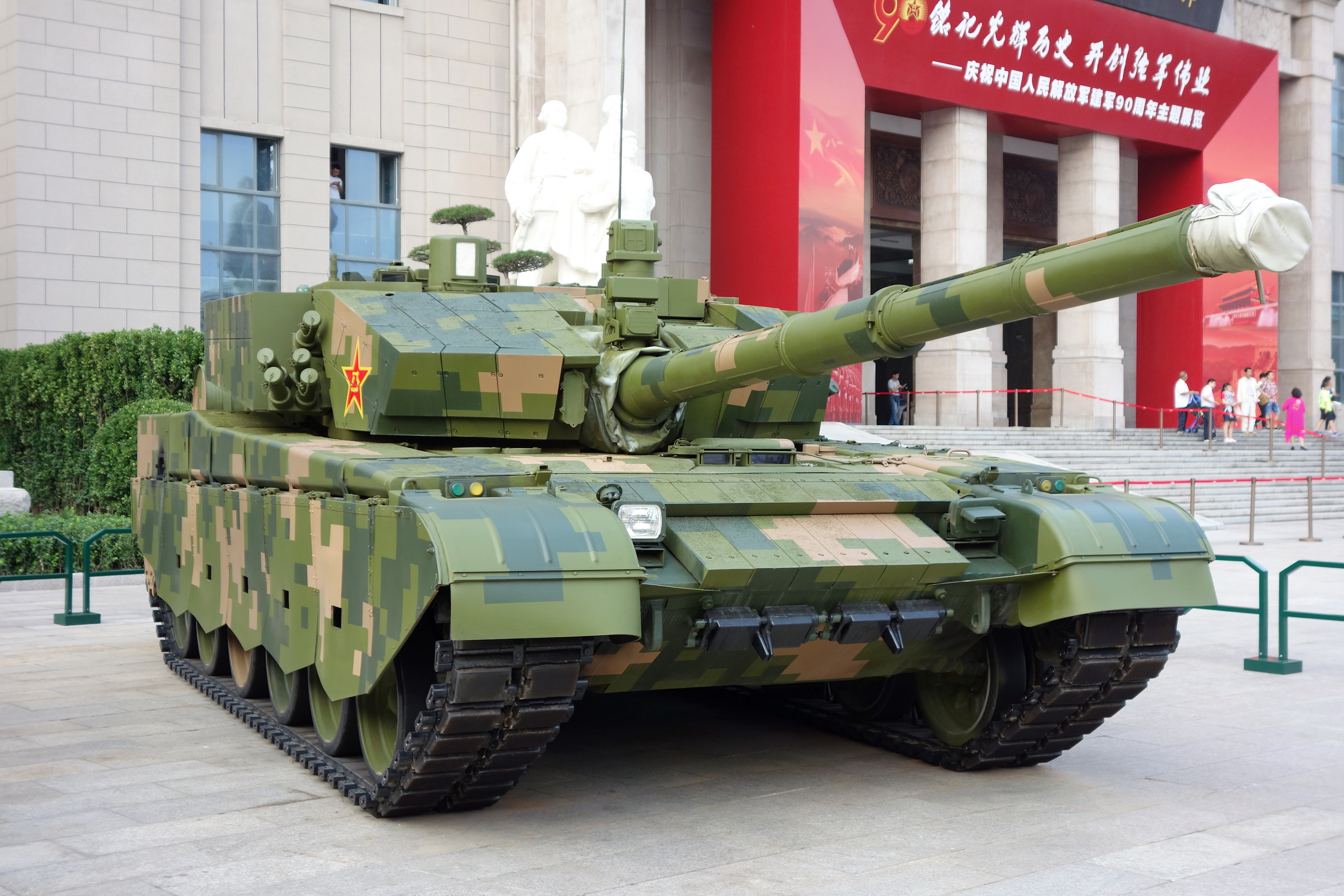
ZTZ-99A

- 99G típus – a 99-es javított változata, amelyet aktív védelmi rendszerrel láttak el,
- 99A típus – a 99G típus utóda, annak modernizált változata,
- 99A1 típus – a legmodernebb, jelenleg rendszerben lévő típusváltozat, melynek jelentősen megerősítették a páncélzatát,
- 99A2 típus – Még fejlesztés alatt álló változat, amelyet új információs rendszerrel, illetve újonnan tervezett, nyíl alakú páncélzattal látnak. A harckocsit egy új, 140 mm-es löveggel szerelték fel, amely képes szegényített uránból készült lövedék kilövésére is. A fejlesztést jelentősen meggyorsították, miután Japán az új generációs 10-es típusú harckocsi fejlesztésébe kezdett.

## Alkalmazó
- Kínai Népköztársaság: kb. 200–300 darab

## Fordítás
- Ez a szócikk részben vagy egészben a Type 99 című angol Wikipédia-szócikk ezen változatának fordításán alapul.  Az eredeti cikk szerkesztőit annak laptörténete sorolja fel. Ez a jelzés csupán a megfogalmazás eredetét és a szerzői jogokat jelzi, nem szolgál a cikkben szereplő információk forrásmegjelöléseként.